# Xian de Qinghe
Pour les articles homonymes, voir Qinghe.
Le xian de Qinghe (清河县 ; pinyin : Qīnghé Xiàn) est un district administratif de la province du Hebei en Chine. Il est placé sous la juridiction de la ville-préfecture de Xingtai.

## Démographie
La population du district était de 352 602 habitants en 1999.